# Kärlek och politik

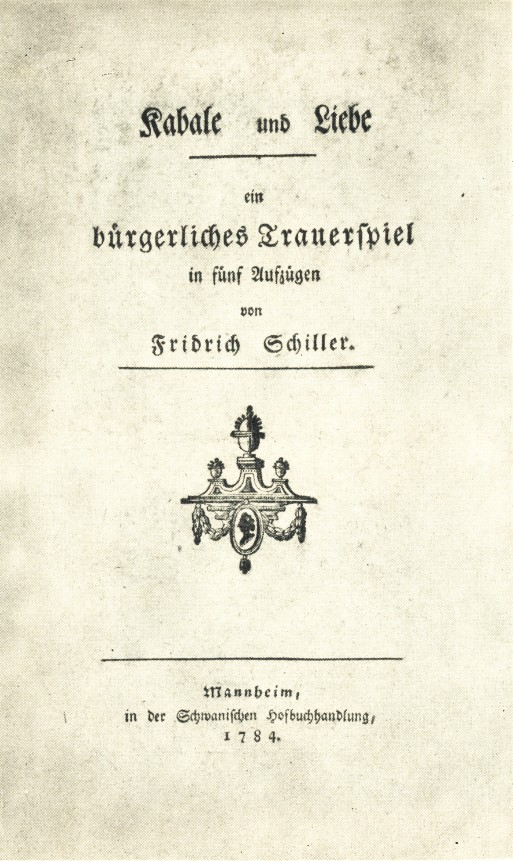
Förstaupplagans titelblad

Kärlek och politik (tyska: Kabale und Liebe) är en pjäs från 1784 av den tyske författaren Friedrich Schiller. Den har även spelats på svenska som Kabal och kärlek och Kärlek och hovintriger. Den handlar om hur omgivningens intriger förstör kärleken mellan en aristokratisk ung man och dottern till en musiker.
Det var Schillers tredje pjäs. Den hade arbetstiteln Luise Millerin men fick sin slutgiltiga titel av skådespelaren August Wilhelm Iffland. Den har undertiteln ein bürgerliches Trauerspiel ("en borgerlig tragedi") och placerar sig därmed i samma genre som Gotthold Ephraim Lessings Miss Sara Sampson och Emilia Galotti.
Pjäsen trycktes i mars 1784 och hade urpremiär 13 april 1784 på Schauspiel Frankfurt. Den sattes upp på nationalteatern i Mannheim 15 april 1784.
Den är förlaga till Giuseppe Verdis opera Luisa Miller från 1849 samt till flera filmer.